# Христос Зафеіріс
Христос Зафіріс (грец. Χρήστος Ζαφείρης, нар. 23 лютого 2003, Афіни, Греція) — грецький футболіст, центральний півзахисник празької «Славії» та національної збірної Греції.

## Ігрова кар'єра

### Клубна
Христос Зафіріс народився у Греції - в Афінах. У віці дев'яти років він разом з родиною переїхав до Норвегії, де і почав займатися футболом. Пройшов через молодіжні команди столичних «Ліллестрема» та «Волеренги». Дорослу кар'єру Христос почав у 2020 році в клубі Другого дивізіону «Гроруд». У серпні 2021 року футболіст підписав контракт на чотири з половиною роки з клубом вищого дивізіону «Геугесунн» але до кінця сезону 2021 року Зафіріс залишався в складі «Гроруда» на правах оренди.
3 квітня 2022 року Зафіріс дебютував у вищому дивізіоні чемпіонату Норвегії.
В січні 2023 року Зафіріс перейшов до чеської «Славії», з якою підписав контракт на чотири з половиною роки. З празьким клубом півзахисник також дебютував у матчах євррокубків.

### Збірна
У 2019 році Христос Зафіріс почав свою міжнародну кар'єру. Він пройшов всі вікові категорії збірних Норвегії. Та в серпні 2024 року футболіст прийняв запрошення грецької федерації і вже 7 вересня у матчі Ліги націй проти Фінляндії Зафіріс дебютував у складі національної збірної Греції.

## Досягнення
- Чемпіон Чехії (1):

«Славія»: 2024-25
- Володар Кубка Чехії (1):

«Славія»: 2022-23